# 32 Andromedae
Désignations
32 Andromedae (en abrégé 32 And) est une étoile de la constellation d'Andromède. 32 Andromedae est sa désignation de Flamsteed. Elle est faiblement visible à l'œil nu avec une magnitude apparente de 5,30. La distance de l'étoile, estimée à partir de son décalage annuel de la parallaxe de 9,84 mas, est d'environ ∼ 331 a.l. (∼ 101 pc) de la Terre. Elle se rapproche du Système solaire avec une vitesse radiale héliocentrique de −5,1 km/s.
Âgée de 420 millions d'années, 32 Andromedae est une géante rouge avec un type spectral de G8 III, indiquant qu'elle a consommé l'hydrogène en son cœur et a évolué hors de la séquence principale. Elle fait 2,8 fois la masse du Soleil et s'est étendue à 12 fois le rayon du Soleil. Elle rayonne 90 fois la luminosité du Soleil à partir de sa photosphère avec une température effective de 5 107 K.